# Medicina preventiva

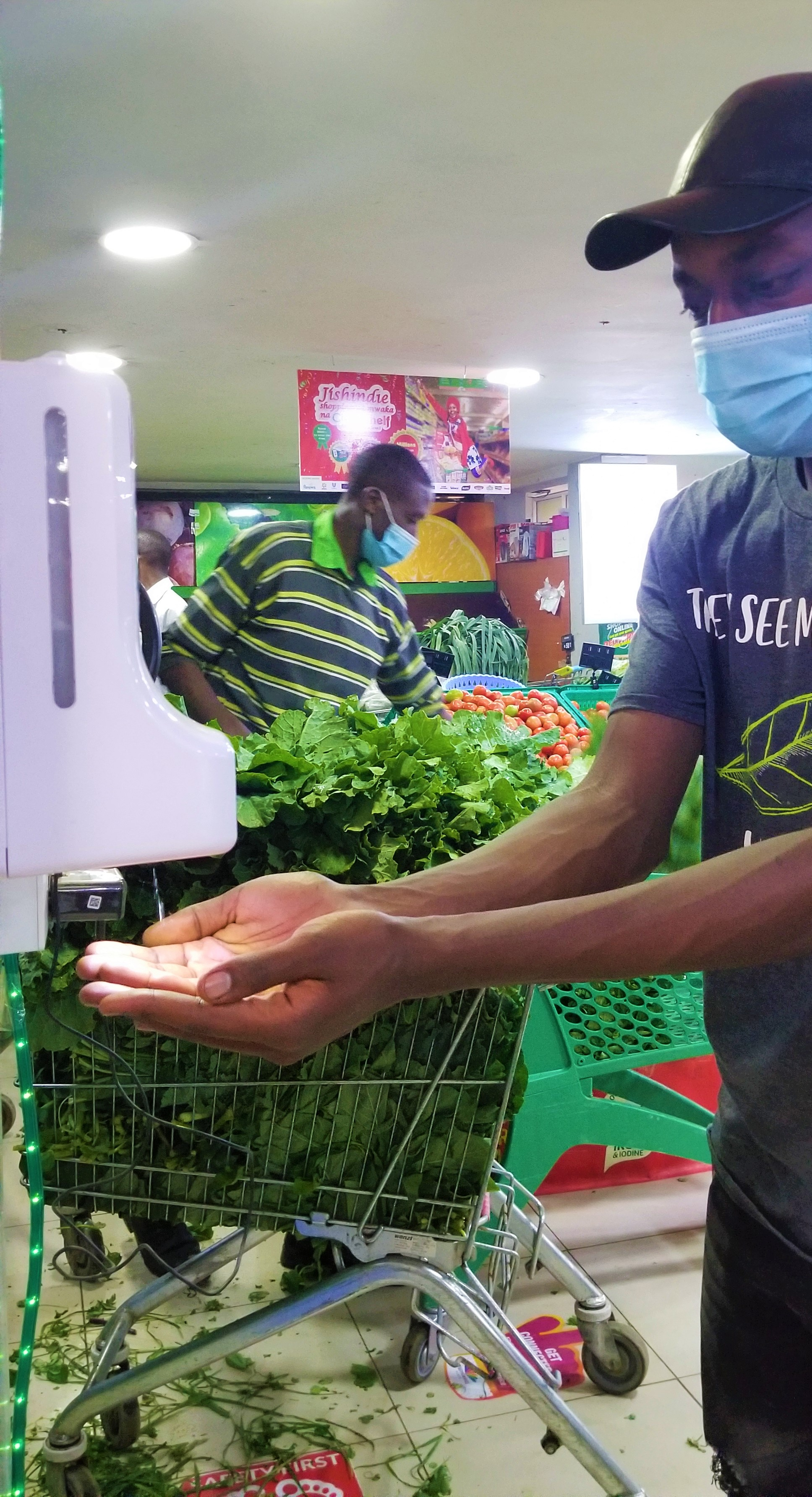
Prevenció primària (Covid-19).

La medicina preventiva, promoció de la salut o prevenció de la malaltia és qualsevol activitat de salut pública dirigida a reduir la càrrega de la mortalitat o la morbiditat deguda a una determinada malaltia en una població o subpoblació humana. Aquestes es duen a terme a diferents nivells de prevenció anomenats profusament primari, secundari i terciari:
1. La prevenció primària evita el desenvolupament de la malaltia. La majoria d'activitats de promoció de la salut són mesures preventives primàries.
2. Les activitats de prevenció secundària es dirigeixen a la detecció precoç de malalties, augmentant així les oportunitats d'intervenció amb mesures de salut pública per tal de minimitzar l'impacte de la malaltia sobre el conjunt de la població i disminuir també la sobrecàrrega dels sistemes sanitaris. A banda també afavoreixen un millor tractament i resolució dels casos individuals podent-se iniciar els tractaments en estadis asimptomàtics i evitar la progressió a una patologia més severa. Són activitats preventives secundàries els anomenats cribratges, o la cerca de contactes en el decurs de brots epidèmics.
3. La prevenció terciària redueix l'impacte negatiu d'una malaltia ja establerta restaurant la funció i reduint les complicacions associades a aquestes malalties.

Gordon en l'àmbit de la prevenció de malalties, i més tard Kumpf i Baxley (1997) en l'àrea d'usos de substàncies usaren un sistema de classificació de tres nivells d'intervenció preventiva: universal, selectiva i prevenció indicada.
Entre altres coses, aquesta tipologia ha guanyat ús i és utilitzat pels US Institute of Medicine, la NIDA i l'Observatori Europeu de les Drogues i les Toxicomanies.
1. La prevenció universal es dirigeix a la prevenció de tota la població (nacional, comunitat local, escola, barri) i el seu objectiu és impedir o retardar l'abús d'alcohol, el tabac i altres drogues. Tots els individus, sense selecció, és informada i formada amb les habilitats necessàries per prevenir el problema.
2. La prevenció selectiva se centra en grups on el risc de desenvolupar problemes d'abús o dependència de l'alcohol és superior a la mitjana. Els subgrups es poden distingir per característiques tals com edat, sexe, història familiar o situació econòmica. Per exemple, campanyes de drogues en entorns recreatius.
3. La prevenció indicada implica un procés de selecció, i té com a objectiu identificar les persones que presentin els primers signes de l'abús de substàncies i altres comportaments problemàtics. Alguns identificadors poden incloure els graus compresos entre els estudiants, problemes coneguts el consum o trastorns de conducta, l'alienació dels familiars, l'escola, entre d'altres.

Fora de l'àmbit d'aplicació d'aquest model de tres nivells existeix la prevenció ambiental. Els enfocaments de la prevenció ambiental solen gestionar-se en el nivell normatiu o comunitari, i se centra en les intervencions per prevenir el consum de drogues. Les prohibicions, per exemple, la prohibició de fumar al lloc de treball, la prohibició de la publicitat d'alcohol; es poden considerar com l'última restricció ambiental. Tanmateix, a la pràctica els programes de prevenció ambiental abasten diverses iniciatives en el nivell macro i micro, dels monopolis governamentals per a la venda d'alcohol, a través de controls d'alcoholèmia i de drogues en conductors, treballadors i alumnes; el controls de les administracions en llocs sensibles (prop de les escoles, en els festivals musicals), i directrius legislatives encaminades a l'aparició de sancions (missatges d'advertència, sancions, multes).